# Tylopsis
Tylopsis ist eine Heuschrecken-Gattung aus der Unterfamilie der Sichelschrecken (Phaneropterinae).

## Merkmale
Die Paranota (die seitlich herabgezogenen Lappen des Pronotum) sind länger als hoch und bilden mit der flachen Oberseite (dem Discus) einen Winkel. Die gut entwickelten Flügelpaare sind parapter (das bedeutet, die Hinterflügel stehen in Ruhelage über die Vorderflügel hinaus). Die Vorderhüften weisen einen Dorn auf. Die Augen sind langoval geformt. Die Glieder der Antennen sind lang. Die Antennen sind ungefähr drei- bis hin zu fünfmal so lang wie der Körper. Der Abdomen ist dorsal gekielt. In der Mitte springt der Hinterrand der Terga zahnförmig vor.

## Vorkommen
Das Verbreitungsgebiet der Gattung umfasst Afrika, Südeuropa und Westasien.

## Systematik
Die Gattung umfasst folgende 14 Arten, eine Art (Tylopsis lilifolia) ist in Europa vertreten:
- Tylopsis ampla Ragge, 1964
- Tylopsis bilineolata (Serville, 1838)
- Tylopsis brevis Ragge, 1964
- Tylopsis coi Jannone, 1936
- Tylopsis continua (Walker, 1869)
- Tylopsis dispar Sjöstedt, 1910
- Tylopsis farrowi Ragge, 1972
- Tylopsis fissa Ragge, 1964
- Tylopsis gracilis Chopard, 1954
- Tylopsis irregularis Karsch, 1893
- Tylopsis lilifolia (Fabricius, 1793)
- Tylopsis peneri Ragge, 1974
- Tylopsis punctulata Kirby, 1900
- Tylopsis rubrescens Kirby, 1900

## Belege